# Merida Waleczna
Merida Waleczna (ang. Brave; wcześniej The Bear and the Bow) – amerykański animowany komputerowo film w cyfrowym 3D w reżyserii Marka Andrewsa. Scenariusz do filmu napisała Brenda Chapman. Film dostał m.in. Oskara, nagrodę BAFTA i Złoty Glob w kategorii najlepszy animowany film pełnometrażowy.
Produkcja Pixar Animation Studios i Walt Disney Pictures. W oryginalnej wersji dubbingu głosu użyczają Kelly Macdonald, Billy Connolly, Emma Thompson, Julie Walters i Kevin McKidd.
W kinach w USA film pojawił się 22 czerwca 2012, a w polskich – 17 sierpnia tego samego roku.

## Fabuła
Akcja filmu rozgrywa się w średniowiecznej Szkocji, gdzie żyje księżniczka Merida, pierwsze dziecko królowej Elinor i króla Fergusa, władcy klanu DunBroch, który zjednoczył szkockie klany. Dziewczyna od maleńkości interesuje się łucznictwem oraz wykazuje niechęć wobec dworskiej etykiety. Trenując strzelanie z łuku, posyła jedną ze strzał w las, gdzie natrafia na leśne płomyki, mające ukazywać drogę życia. Chwilę później na rodzinę królewską napada niedźwiedź, a król staje z nim do walki, ostatecznie tracąc nogę. Przez kolejne lata matka wychowywała córkę, usiłując uczynić z niej damę postępującą zgodnie z etykietą i tradycjami. Merida jednak pragnie poznawać świat i rozwijać pasję do łucznictwa i jazdy konno. Rodzice opowiadają jej historię księcia, który zdradził rodzinę, czym doprowadził swoje królestwo do ruiny.
Gdy Merida dorasta, rodzice planują wydać ją za mąż. Kandydatami są pierworodni synowie trzech władców klanów królewskich krain – lordów MacGuffina, Macintosha i Dingwalla. Mężem księżniczki ma zostać ten, który zwycięży w zawodach. Decyzją księżniczki, troje kandydatów mierzy się w strzelaniu z łuku. W trakcie zawodów dziewczyna kompromituje mężczyzn, pokonując ich w zawodach, w których wystartowała jako pierworodne dziecko swych rodziców. Swoim zachowaniem wywołuje kłótnię z matką, podczas której niszczy rodzinny gobelin, a królowa wrzuca łuk Meridy do ognia, prowokując córkę do ucieczki. Trafiwszy do lasu, ponownie napotyka leśne płomyki, które doprowadzają ją do domu starej czarownicy. Merida prosi, by rzuciła zaklęcie zmieniające jej matkę. W tym celu staruszka przygotowuje magiczne ciastko, które ma zmienić królową.
Po zjedzeniu ciastka Elinor zmienia się w niedźwiedzicę. Merida udaje się z matką do czarownicy, która informuje, że może odczarować klątwę, wypełniając wolę specjalnego zaklęcia. Ma na to jeden dzień, w przeciwnym razie królowa na stałe pozostanie niedźwiedzicą. By spełnić wolę zaklęcia, Merida zszywa podarty gobelin. W międzyczasie król z poddanymi polują na niedźwiedzicę, ta z kolei walczy z Mordu, którego ostatecznie zabija, a zgromadzonym objawia się duch księcia z legendy opowiadanej Meridzie w dzieciństwie.
Tuż przed wschodem słońca królowa zmienia się w człowieka.

## Obsada
- Kelly Macdonald – księżniczka Merida
- Julie Fowlis – księżniczka Merida (śpiew)
- Billy Connolly – król Fergus
- Emma Thompson – królowa Elinor
- Julie Walters – czarownica
- Kevin McKidd – lord MacGuffin
- Craig Ferguson – lord Macintosh
- Robbie Coltrane – lord Dingwall
- John Ratzenburger – szkocki żołnierz
- Steve Cree – młody Macintosh
- Callum O’Neill – młody Dingwall

## Wersja polska
- Dominika Kluźniak – Księżniczka Merida
- Anita Lipnicka – Księżniczka Merida (śpiew)
- Natalia Jankiewicz – Mała Merida
- Andrzej Grabowski – Król Fergus
- Dorota Segda – Królowa Elinor
- Antonina Girycz – Wiedźma
- Mieczysław Morański – Lord Dingwall
- Sylwester Maciejewski – Lord MacGuffin
- Cezary Kwieciński – Młody MacGuffin
- Krzysztof Kiersznowski – Lord Macintosh
- Jan Bzdawka – Młody Macintosh
- Joanna Węgrzynowska-Cybińska – Maudie
- Jacek Braciak – Kruk
- Krzysztof Cybiński – młody Dingwall
- Alfred Kubczak – Martin
- Jacek Król – Gordon

## Wpływ na inne produkcje
Merida, Elinor, Fergus, Wiedźma z DunBroch i Lord Macintosh pojawiają się w serialu Dawno, dawno temu.